# فاحشة
الفاحشة هي التي توجب الحد في الدنيا والعذاب في الآخرة.

## مفهوم الفاحشة
لغة، كل فعل تعظم كراهيته في الأنفس ويقبح ذكره في الألسن وشرعا، ما اشتد قبحه تناهى من المعاصي. كالزنا، واللواط، ونحوهما من الفواحش الظاهرة، وكالكبر والعجب وحب الرياسة من الفواحش الباطنة.

## نظرة الإسلام
إن الإسلام يحرم جميع الفواحش الظاهرة والباطنة. كما جاءت العديد من الآيات في القرآن تؤيد ذلك.
- ﴿إِنَّ الَّذِينَ يُحِبُّونَ أَنْ تَشِيعَ الْفَاحِشَةُ فِي الَّذِينَ آمَنُوا لَهُمْ عَذَابٌ أَلِيمٌ فِي الدُّنْيَا وَالْآخِرَةِ وَاللَّهُ يَعْلَمُ وَأَنْتُمْ لَا تَعْلَمُونَ ۝١٩﴾ سورة النور
- ﴿قُلْ إِنَّمَا حَرَّمَ رَبِّيَ الْفَوَاحِشَ مَا ظَهَرَ مِنْهَا وَمَا بَطَنَ وَالْإِثْمَ وَالْبَغْيَ بِغَيْرِ الْحَقِّ وَأَنْ تُشْرِكُوا بِاللَّهِ مَا لَمْ يُنَزِّلْ بِهِ سُلْطَانًا وَأَنْ تَقُولُوا عَلَى اللَّهِ مَا لَا تَعْلَمُونَ ۝٣٣﴾ سورة الأعراف
- ﴿وَلُوطًا إِذْ قَالَ لِقَوْمِهِ أَتَأْتُونَ الْفَاحِشَةَ وَأَنْتُمْ تُبْصِرُونَ ۝٥٤﴾ سورة النمل
- ﴿وَاللَّاتِي يَأْتِينَ الْفَاحِشَةَ مِنْ نِسَائِكُمْ فَاسْتَشْهِدُوا عَلَيْهِنَّ أَرْبَعَةً مِنْكُمْ فَإِنْ شَهِدُوا فَأَمْسِكُوهُنَّ فِي الْبُيُوتِ حَتَّى يَتَوَفَّاهُنَّ الْمَوْتُ أَوْ يَجْعَلَ اللَّهُ لَهُنَّ سَبِيلًا ۝١٥﴾ سورة النساء